# Kanon ku czci św. Dymitra
Kanon ku czci św. Dymitra – starosłowiańska kompozycja poetycka ku czci św. Dymitra (Demetriusza) z Salonik, przypisywana św. Metodemu lub św. Cyrylowi.
Przypuszcza się, że powstał na krótko przed śmiercią Metodego w 2. poł. IX w. Zachowało się wiele kopii dzieła z XI-XIV oraz wyjątkowo z XV w.
Składa się z 9 utworów poświęconych czci świętego i miasta jego pochodzenia. Ostatnia oda jest pełna przejmującej tęsknoty za miastem świętego, będącym również rodzinnym miastem Cyryla i Metodego. Autor wspomina w niej o trudach znoszonych w dalekim kraju i o trójjęzycznych i heretykach:

Why, o wise one, are we, your poor servants, deprived of your radiant splendor as, driven by the love of our Creator,we wander through alien lands and cities as warriors fighting, o blessed one, for humiliation of trilinguals and fierce heretics? 

Dlaczego, o mądry, my, Twoi ubodzy słudzy, jesteśmy pozbawieni Twego promiennego blasku, gdy kierowani miłością naszego Stwórcy wędrujemy przez obce ziemie i miasta jako wojownicy walczący, o błogosławiony, o poskromienie trójjęzycznych i zaciekłych heretyków?

Autor miał najprawdopodobniej na myśli zachodnich misjonarzy, którzy lekceważyli tłumaczenie liturgii na języki słowiańskie i twierdzili, że nabożeństwa powinny być odprawiane tylko w jednym z trzech języków: hebrajskim, greckim lub łacińskim.
Być może jest tłumaczeniem na starocerkiewnosłowiański z zagubionego greckiego oryginału. Dowodem za tym przemawiającym są akrostychy pojawiające się przy tłumaczeniu wstecznym: Δ[Η]Μ[Η]ΤΡΙΩ ΤΟΝ ΥΜΝΟΝ ΑΔΩ – Demetriuszowi ten hymn śpiewam.